# Conseil central laïque
Le Conseil central laïque (Centrale Vrijzinnige Raad) aussi appelé Conseil central des communautés philosophiques non confessionnelles (Centrale Vrijzinnige Raad der niet-confessionele levensbeschouwelijke Gemeenschappen) (CCL/CVR) est une association sans but lucratif (ASBL) créé en 1972 dont l'objectif est de représenter la laïcité organisée vis-à-vis des pouvoirs publics ainsi que des institutions officielles.
Le comité de coordination composé de 10 membres : cinq représentants du Centre d'action laïque (CAL), francophones et cinq représentants de l'Unie Vrijzinnige Verenigingen (UVV), ou « deMens.nu » néerlandophone,.

## Historique
Au XIXe siècle, la vie politique est marquée par un clivage Église-État. Les catholiques ainsi que les anticléricaux s'opposent autour d'une question qui est celle de la scolarité. Les laïques s'opposaient à l'idée que la religion et l'État forment un tout indissociable, ils aimeraient créer une société dans laquelle la religion et la pratique se limite à l'ordre de la vie privée. Face à cela se crée donc un groupe qui vient opposer cette puissance en invoquant la laïcité de l'État. L'influence que l'Église exerce sur la société continue d'être assez importante.
Dès lors, de nombreuses petites sociétés, associations, groupements de libre pensée commenceront à se développer. Depuis 1960, on remarque que les partis politiques non confessionnels s'attachent nettement moins aux objectifs poursuivis par les groupes laïques. À partir du Pacte scolaire de 1958, le mouvement laïque commence à prendre forme tant au niveau francophone que flamand. Du côté flamand, il y a la création de l'Unie Vrijzinnige Verenigingen (UVV) en 1966 et en ce qui concerne le côté francophone, le Centre d'action laïque (CAL) voit le jour le 29 mars 1969. Ce ne sera qu'en 1973 que ces deux groupes vont fusionner pour former le Conseil central laïque (CCL) aussi dénommé Conseil central des communautés philosophiques non confessionnelles de Belgique.
Cette liaison avait pour but de représenter la laïcité vis-à-vis des institutions officielles ainsi que face au pouvoir de l'État au moyen d'un seul interlocuteur. Cette fusion vise aussi à obtenir un financement ainsi qu'une reconnaissance et une assistance morale non confessionnelle.
La loi du 23 janvier 1981 reconnaissant le Conseil central laïque comme étant un organe représentatif des communautés philosophiques non confessionnelles de Belgique ainsi que la loi du 21 juin 2002 relative au Conseil central des communautés philosophiques non confessionnelles de Belgique qui a reconnu et organisé une « Communauté philosophique non confessionnelle » par province ainsi qu'un « Conseil central laïque » au niveau national.
Aujourd'hui, le siège du conseil central laïque se situe sur le campus de la plaine à Université libre de Bruxelles, sur la commune d'Ixelles.

## Composition
Le Conseil central laïque est composé de délégués. Concernant leurs élections, leurs financements ainsi que leurs traitements, ces derniers diffèrent d'un culte à un autre.

### Financement public
Le financement public du conseil central laïque se déroulera en trois étapes différentes. En 1981, la première étape est lancée, elle consiste en l'octroi d'un subside. Dans un deuxième temps, en 1993, un nouveau paragraphe sera ajouté à l'article 181 de la Constitution qui prévoit que « les traitements et pensions des délégués des organisations reconnues par la loi qui offrent une assistance morale selon une conception philosophique non confessionnelle sont à charge de l'État ; les sommes nécessaires pour y faire face sont annuellement portées au budget de l'État »,. Ce paragraphe imposera à l'État de prendre en charge les pensions des délégués ainsi que les traitements de ces derniers. Cet article permet en quelque sorte de mettre la laïcité sur un même pied d'égalité par rapport aux six autres cultes reconnus, c'est-à-dire les cultes catholique, islamique, protestant-évangélique, Orthodoxe, Israélite et Anglican.
Enfin, la troisième et dernière étape consiste en l'adoption d'une loi appliquant ce principe-même. Il s'agit de la loi du 21 juin 2002 relative au Conseil central des communautés philosophiques non confessionnelles de Belgique, aux délégués et aux établissements chargés de la gestion des intérêts matériels et financiers des communautés philosophiques non confessionnelles reconnues.
Cette loi prévoit la reconnaissance de douze communautés philosophiques non confessionnelles, entre autres, une par province et deux dans l'arrondissement administratif de Bruxelles-Capitale. Il faut savoir que pour chaque communauté, un établissement de droit public chargé de la gestion de ses intérêts financiers et matériels de l'assistance morale est créé. Ces douze établissements locaux sont, bien entendu, financés par les provinces et, à Bruxelles, par la région de Bruxelles-Capitale. Ces établissements ne sont pas des associations de droit privé, mais bien des établissements de droit public dotés d'une personnalité juridique.
À cela nous pouvons ajouter qu'il existe de nombreuses structures laïques dont, par exemple, la maison de la laïcité, qui n'est en aucun cas concernée par la loi de 2002 ni même par le financement public et l'organisation.

### Délégués
Le traitement du nombre de ministres des cultes ainsi que les délégués laïques est pris en charge par les pouvoirs publics et est déterminé dans un cadre fixé par un arrêté royal. L'État ne peut intervenir dans la nomination des délégués ou ministres du culte. La nomination ne se fait que sur base de critères internes de chaque organisation religieuse. Il revient à l'organisation qui a engagé le délégué, en l'occurrence le Conseil central laïque, de décider d'embaucher ou de licencier si elle l'estime nécessaire tout en se basant sur les règles concernant la cessation des contrats de travail.
Dès lors, on parle d'un contrat de travail de type privé, ce qui donne droit à des avantages tels qu'un éventuel treizième mois ou encore le double pécule de vacance ainsi qu'une possibilité d'ancienneté. Malgré le fait que ces derniers soient rémunérés par l'État, ils ne possèdent pas le statut d'agent de l'État même si dans la loi de 2002, on joint le statut de délégué laïque à la fonction publique. Ces derniers jouissent pleinement d'un statut social.

### Niveau de traitement
Le niveau de traitement déterminé est par la loi du 21 juin 2002,. Les traitements des délégués laïques évoluent en fonction de l'ancienneté dans leur fonction. Les traitements des délégués des autres cultes sont fixes.
Les délégués laïques ne disposent pas d'un logement de fonction compte tenu que le barème de rémunération est déjà élevé.
Le régime de pension appliqué aux ministres des cultes et aux délégués laïques est aussi différent. Concernant les ministres des cultes, le régime de pension est organisée pour les ministres des cultes par une section spéciale de la loi du 1844 sur les pensions civiles et ecclésiastiques, celui des délégués laïques  est basé sur le régime de pension pour les agents de l'État.
Le coût global du financement des traitements et pensions des ministres des cultes et des délégués laïques est de 136,2 millions d'euros en 2008.

## Programme et activité
Le Conseil central laïque coordonne l'organisation et l'exercice de l'assistance morale selon une conception philosophique non confessionnelle et via des établissements de droit public ainsi que la gestion des intérêts matériels et financiers des communautés philosophiques non confessionnelles.
Le Conseil central laïque ainsi que les associations qui la composent règlent dans un premier temps, l'exercice et l'organisation de l'assistance morale laïque. Cet assistance morale laïque vise l'ensemble des personnes qui se reconnaissent dans les valeurs mises en avant par le conseil central laïque. Ces valeurs consiste à aider les personnes à retrouver le bien-être et à leur permettre d'accéder au bonheur, travailler sur la capacité de chaque personne à assumer ses choix afin d'avoir une vie personnelle épanouie hors de toute forme de conditionnement. Ces valeurs vise également à l'adhésion des valeurs promues par la laïcité organisée. Les valeurs promues par la laïcité organisée sont en adéquation avec les droits fondamentaux énumérés par la Déclaration universelle des droits de l'homme. Certaines valeurs tels que la mise en avant de l'intelligence rationnelle, une libre pensée, une opinion propre mais aussi l'égalité, la reconnaissance de l'autre sans aucune discrimination.
Aujourd'hui, il y a entre un quart et un cinquième de la population belge qui se reconnaît dans les valeurs promues par la laïcité. Cette assistance morale laïque ne fait référence à aucune doctrine, aucun dogme ou croyance. L'assistance morale laïque agit tant sur le plan d'aide individuelle que collectif et cela grâce à certaines actions sur le terrain qui permettent de mettre en avant l'autonomie et la responsabilité des personnes.
Le Conseil central laïque soutient également des domaines diversifiés tels que l'enseignement, la sexualité, l'assistance morale dans les hôpitaux, les prisons, les maisons de repos, les injustices et les inégalités. Ces derniers sont aussi impliqués dans l'organisation des cérémonies laïques, la promotion des valeurs laïques, la diffusion ainsi que la pratique philosophique.
En 2016, sur la base du rapport d'activité du Conseil central laïque, les secteurs concernés étaient les hôpitaux, les maisons de repos et de soins, les établissements pénitentiaires ainsi que l'armée et l'aéroport de Bruxelles.
Enfin, le Conseil central laïque a une préoccupation importante. Celui-ci tente de créer des conditions d'égalités et de non-discrimination de traitement entre tous les citoyens dans le cadre de la construction de l'Union européenne et cela quelles que soient les convictions philosophiques ou religieuses.

### Législation
- Const., art. 181.
- Loi du 21 juin 2002 relative au conseil central des communautés philosophiques non confessionnelles de Belgique, aux délégués et aux établissements chargés de la gestion des intérêts matériels et financiers des communautés philosophiques non confessionnelles reconnues.
- M.B., 3 juillet 1969.

### Ouvrages
- M. Beumier, « Le statut social des ministres des cultes et des délégués laïques », Courrier hebdomadaire du CRISP, 2006/13 (no 1918).
- Centre d'action laïque ASBL, Rapport d'activités 2016 – Conseil central laïque », Bruxelles, 2016.
- J-B. De la Buissière, « La régionalisation des lois communale et provinciale et de la législation connexe », Courrier hebdomadaire du CRISP 2002/6 (no 1751-1752).
- L. Devuyst et P. Grollet, « relation entre États, communautés religieuses et philosophiques en Europe », une étude de droit comparé, Bruxelles, 1996.
- Y. Kengen, Découvrir la laïcité, Centre d'action laïque, Bruxelles, Campus de la plaine, 2015.
- C. Sägesser, « Cultes et laïcité », Dossiers du CRISP 2011/3 (no 78).
- C. Sägesser, « Le temporel des cultes depuis sa régionalisation », Courrier hebdomadaire du CRISP, 2007/23 (no 1968).
- C. Sägesser et J-F. Husson, « La reconnaissance et le financement de la laïcité (II) », Courrier hebdomadaire du CRISP, 2002/15 (no 1760).
- C. Sägesser et J-F. Husson, « La régionalisation des lois communale et provinciale et de la législation connexe », Courrier hebdomadaire du CRISP, 2002/11 (no 1756).